# 南華早報
《南華早報》（英語：South China Morning Post, SCMP）和星期日出版的《星期日南華早報》（英語：Sunday Morning Post）是香港銷量最高的英語收費報紙。其主要對手為香港免費英文報章《英文虎報》、《亞洲華爾街日報》及《香港自由新聞》。現任總編輯（Editor-in-Chief）為譚衛兒。2016年4月5日，该报被中国阿里巴巴集团完成收购。

## 歷史

### 清末民初時期
《南華早報》在1903年4月1日，由原《孖剌西報》（Daily Press）編輯主任克寧漢（Alfred Cunningham）與謝纘泰等於都爹利街成立，6月1日遷往干諾道辦公室。11月6日首份報紙出版，當時出紙一張，零售一角，日銷六百份:23。當時中文名稱為《南清早報》，到1913年才改為《南華早報》。1906年，原美籍牙醫、商人那布（J.W.Noble）入股《南華早報》。
《南早》的辦報目的眾說紛紜，外界一般認為創辦人之一的謝纘泰欲透過辦報以支援顛覆滿清皇朝的革命事業，並以英語向世界宣揚中國的革命事業。初期謝纘泰負責招攬生意，社論由英籍記者克寧漢、Douglas Story和Thomas Petrie等執筆，並與港英政府保持良好關係。
《南早》成立初期，業務曾一度虧損，1907年更錄得92,939元虧蝕，因此爆發了一場管理危機，最終謝和克寧漢離場。與此同時，曾成功營救牛奶公司避過破產危機的美國商人Dr. Joseph Whittlesey Noble購入其70%股權，經過6年努力，成功轉虧為盈，並在1913年錄得首次盈利11,338元。透過收購包括《士蔑報》（Hongkong Telegraph）等競爭對手，以及引入亞洲首台整排鑄排機作植字印刷，《南早》在香港報業漸露頭角，持續錄得盈利，更在1937年加印周日版《Sunday Morning Post》。

### 戰後時期
1941年，日軍佔領香港，《南華早報》被逼停刊。日軍強行接收報社，改為出版中文《香港日報》和英文《Hong Kong Times》。1945年日本投降後，《南華早報》得到《華僑日報》的鼎力相助，在香港重光的數天後復刊。二次大戰結束後，滙豐銀行成為《南華早報》最大股東:24。1970年，《南早》總部遷離中環雲咸街，搬往鰂魚涌。1971年11月在香港交易所上市，滙豐（48%）、和記黃埔（25%）與美國道瓊斯公司（19%）成為該報三大股東。1986年11月，鲁伯特·默多克旗下新聞集團以8.21億港元的作價，從滙豐與和黃手上購入34.9%股權，並於翌年私有化《南華早報》，直至1990年重新上市。
《南華早報》一直被視為英國政府和香港精英階層的喉舌，該報的編輯可獲邀列席港督府的「吹風會」和滙豐的業績簡報。1967年六七暴動期間《南華早報》多次遭到左派人士恐嚇，同年9月4日有左派暴徒向《南華早報》在中環威靈頓街的報館投擲兩個土製炸彈，其中一個在正門爆炸，幸沒有人命傷亡，另一個未爆炸的炸彈則由到場的駐港英軍軍火專家拆彈。在九七主權移交前，《南早》擁有舉足輕重的影響力。由於與港英政府「同聲同氣」，因此經常取得重要的獨家消息。踏入九十年代，《南早》更躍身全球盈利能力最高的報紙。1993年，該報的發行量超過100,000份，錄得5.86億港元的盈利。
1992年，《南早》以三千多萬港元作價收購有66年歷史的老牌中文報章《華僑日報》，惟因虧損累累而於1994年轉讓予香樹輝財團。1997年4月，南早再戰中文報刊市場，推出中文財經雜誌《捌周刊》，初期銷量不俗，但受到亞洲金融風暴影響，經營14個月後終告停刊，合共虧蝕五百萬元。

### 郭鶴年時期
1993年10月郭鶴年持有的嘉里傳媒有限公司買下《南華早報》控股權，1995年《南華早報》由鰂魚涌英皇道979號太古坊遷入新界東的大埔工業邨（現稱大埔創新園）。1997年末，郭鶴年兒子郭孔演成為該報主席。
隨著香港主權移交和大馬商人郭鶴年入主，《南早》的編採立場漸趨親中。1999年，時任總編輯范力行（Jonathan Fenby）被解僱，總編一職由前華爾街日報記者紀德理（Robert Keatley）接任，紐時香港分社社長Mark Landler認為導火線是范力行「尖銳批評香港政府」。
2000年6月，中國版記者林和立（Willy Lam）撰寫評論文章《統一特區首富思想》（Marshalling the SAR's tycoons），指出中共邀請香港30名首富遠赴北京為「統一思想」，欲以經濟利益換取商界支持董建華。文章一出，有份上京的郭鶴年即在「讀者來函」欄，以強烈措詞反擊林和立文章誇大和杜撰，影射香港富豪為「蠢才和笨蛋」，引起巨大爭議。林和立堅持觀點，不久後離開《南早》，但紀德理堅稱林和立離職與該信無關。
踏入21世紀以來，短短十年間《南早》已換過七個總編輯。范力行曾表示編輯們與郭鶴年素有分歧：郭氏希望報紙能「更加了解中國」，暗示不要公開批評中國；編輯們則希望能辦成一份注重商業和市場的刊物，而非如《中國日報》般歌功頌德。2009年上任的蔡翔祁（Reginald Chua）曾著重報道中國大陸的敏感新聞，如維權律師被捕、《南方都市報》遭整肅等爭議，疑因報導方針與老闆有分歧而於2011年離職。
2012年，有吉林省政協背景的王向偉（Wang Xiangwei）升任總編輯，再加上2011年從亞洲電視過檔、與中聯辦關係密切的譚衛兒（Tammy Tam）升任副總編輯，令外界擔心《南早》已被「黨管」。同年6月，《南早》涉自我審查關於中國異見人士李旺陽離奇身亡的報道，多名資深編採人員和主管參與聯署聲明，要求王向偉等人交代事件。
《南早》中文网于2013年4月开通，除翻译《南早》英文报道之外，也采写发表一些原创中文报道。
2015年，《南早》突然取消三位曾批評港府的資深作家Philip Bowring、Kevin Rafferty及韋安仕之長期專欄。同年11月，總編輯王向偉返回北京出任「編務顧問」，副總編輯譚衛兒升任總編，成為百多年來首位女總編輯，但引起員工逃亡潮。香港自由新聞（Hong Kong Free Press）引述《南早》中人形容消息令人震驚，並斥責譚氏立場非常親梁振英。另有批評指譚衞兒的英語水平差劣，難以勝任《南早》主編一職。

### 阿里巴巴時期
2015年12月11日，阿里巴巴集團宣布以20.606億港元收購《南華早報》。此次收購的是南華早報集團旗下的媒體資產，包括《南華早報》的紙質和網絡版，雜誌和戶外媒體等業務。阿里巴巴集團執行副主席蔡崇信透露，未來將完全免費開放《南華早報》的網絡付費內容，他還保證會維持編採自主權。當時有分析人士認為此舉會使《南華早報》的報導風格可能將漸漸傾向大陸，而失去獨立的立場，但英語版《南華早報》的選題和內容未發生明顯變化。
2016年3月9日，《南华早报》在中国内地的中文微博和微信账户据报已被删除，其中文网站亦被屏蔽。
2016年4月5日，阿里巴巴集團完成收購，《南華早報》網上平台改為完全免費。
2016年9月8日，《南華早報》中文網在毫無預警的情況下突然停止運作，公司管理階層說明《南華早報》的主要受眾應該是英文讀者，而非中文讀者。
2018年2月，《南华早报》所有員工將於2019年底前由大埔舊總部和數碼港陸續遷至銅鑼灣時代廣場6層，佔地10萬平方呎的辦公室和新總部。辦公室採取全開放式設計，中央改為一條通往五層的螺旋型樓梯。而新聞編輯部的中庭設會議室，牆上裝設140台顯示器及屏幕。
2020年4月底，受2019冠狀病毒病疫情影響
，《南華早報》向員工發內部電郵，指首季營業額下跌50%，部分部門會裁員，未有透露人數，形容只屬少數。南早又要求月薪兩萬元以上的員工放3周無薪假，部分高層也會即時減薪。對此，部分員工上書管理層，要求將簽署協議的期限延長，並要求承諾90%員工簽放無薪假協議的部門，不需裁員。《南早》回覆稱，放無薪假是自願性質的協議，強調簽署率低的部門不會因此裁減更多人手。7月18日，該報一名員工確認感染病毒，此前曾到過該報時代廣場辦公室，因此該辦公室關閉消毒。之前《南早》大部分記者及編輯已經在家工作。2020年8月起，由於成本壓力，《南華早報》網上版由免費再度轉為訂閱制。
2021年11月1日，大埔印刷中心已外包給星島日報承印南華早報。
2021年11月5日，據彭博社報道，隸屬於中國財政部的文化央企紫荊文化（香港）集團正在考慮收購南早。不過隨後《南华早报》CEO刘可瑞（Gary Liu）在写给员工的一份信函中否認了這一說法，並援引了阿里巴巴的聯合創始人蔡崇信的話，表示該報沒有改變所有權的計劃。
2022年7月15日，委任蘇嘉緩為行政總裁。

## 編輯方向
許多政府官員在該報發表評論、資料和接受訪問。自“重点利益在内地”的郭氏收購後，專欄作家Danny Gittings、駐北京記者Jasper Becker和中國版編輯林和立均遭解僱，林和立的職位則由吉林省政協委員的王向偉接任。2015年11月6日宣布，副总编谭卫儿2016年起将接替王向伟担任新总编辑。
该报支持香港全面普选和取消立法会功能界别，不反对北京政府，但对北京政府的政策多有批评，支持和平改良与和平改革。反对中国大陆神化过往领袖毛泽东的运动，支持香港工人提高待遇运动。该报评论中对泛民派和建制派均有批评。另外对日本民族主义持批评态度。2012年，香港媒體在李旺陽蹊蹺死後的第二天普遍大幅報道，而《南華早報》只在A6內版刊登了一篇簡訊。6月7日，《南華早報》的一名外籍兼職編輯普萊斯（Alex Price）寫電郵給總編王向偉，認為這樣做是自我審查。內部洩露的電郵顯示，零售版的有關報道是經該報總編王向偉親自拍板刪節，淡化為一則百餘字的簡訊。普萊斯在數日後向全體同事公開他和王向偉就此事件交換的電郵，並稱這一事件使《南華早報》的公信力危在旦夕。之後，2017年7月19日，《南華早報》發表評論文章《新加坡半島酒店的投資者如何同習近平的主要助理扯上關係》，報道中共中央辦公廳主任栗戰書女兒栗潛心在香港經商和居住豪宅，指新加坡商人蔡華波在香港赤柱豪宅區赤柱灘道6號的註冊地址上，有一個同住此地的人叫「栗潛心」，但報道未指出財富的來源是否合理合法，也沒有提到任何貪腐問題和指控。第二天，《南華早報》刪除該篇報道，稱“此文不符合我們的出版標準，因為該文包含幾個無法驗證的暗示性內容”，被質疑是自我審查。
2019年香港捲入反送中運動，《南早》的報道內容以「暴亂」（Riot）、「橫衝直撞（rampage）」等词汇形容示威中的发生的暴力事件。部份記者的文章屢被編輯改稿，加入帶有明確立場的詞語。美國《大西洋雜誌》記述《南早》多番修改太子站831事件的報道內容，編輯將「混亂和令人震驚的場面」改成「精英香港警察追捕激進示威者」。前亞視國際台新聞主編、現任《南早》資深編輯的Yonden Lhatoo曾建議特首林鄭月娥將部分記者劃為惡意記者，被《大西洋》雜誌認為是損害媒體自由。。另外，他亦經常不避諱地發表針對示威者的社論，如批評反修例示威口號中的「時代革命」帶出香港人「最醜惡一面」（brought out the worst in us）。

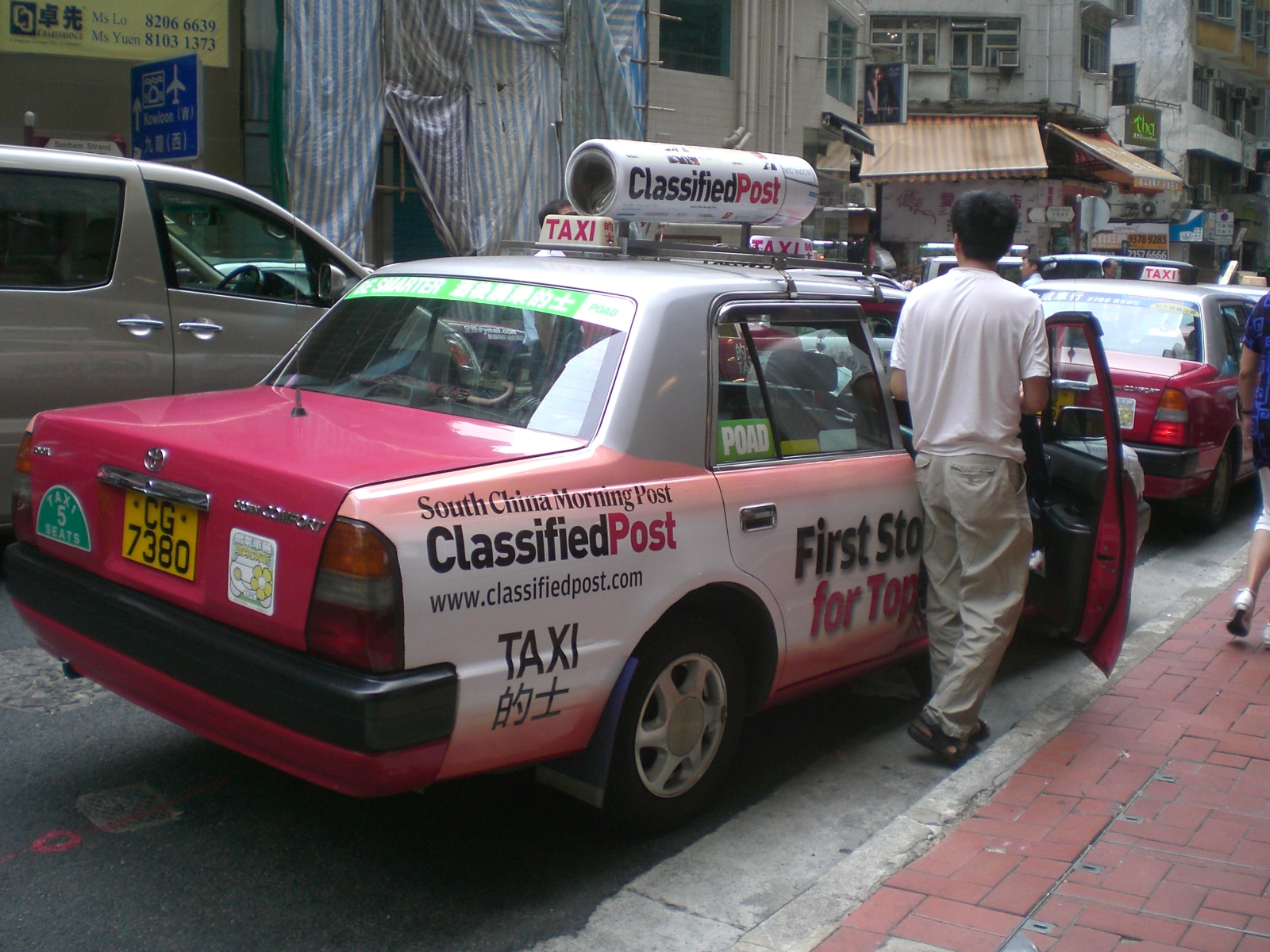
南華早報的士車身廣告

### Abacus News
2018年3月26日，《南华早报》在纽约成立品牌Abacus News（直译“算盘新闻”），用于报道中国技术领域的相关新闻。

## 相關活動

### 愛心聖誕大行動
自1987年起，《南華早報》與香港電台合作舉辦愛心聖誕大行動（Operation Santa Claus），為孤苦無依者提供支援，使他們能夠渡過充滿愛心的聖誕節。

## 價格
2024年11月3日起報紙售價為港幣16元。
報紙售價為港幣14元，訂閱一年費用為$4,420（平均每日約$12）；兩年為$8,230（平均每日約$11）。網上版一年平均月費$65，兩年平均月費$55。同時訂閱印刷和網上版年費為$4,655。學生集體訂購有優惠，每份約為$3。

## 事件

### 版面出錯
《南華早報》在2010年4月13日的頭版報導中共中央總書記胡錦濤訪美國時，誤將「Hu Jintao」的中文翻譯為「胡佳」，事後要回收報紙，為歷史上首次，並於4月14日的頭版刊登道歉聲明。據《蘋果日報》引述《南早》員工，推測是不懂中文的編輯，在電腦系統按鍵加入的中文名時，因按錯字，誤選名單內排在胡錦濤之下的胡佳（Hu Jia）。又報社去年刪減校對人手，將編輯兩次審稿減為一次。《南早》曾於4月4日社論批評政府及大型機構聘人時常要求應徵者須懂兩文三語的做法不合理，指會妨礙有能力的外籍人士應徵。南華早報在2011年5月報導賓拉登死亡之事中，也曾誤植"Obama bin Laden"，Obama是當時美國總統巴拉克·奧巴馬的名字。
2016年4月21日，《南華早報》在报道中共總書記兼軍委主席習近平新增「中央軍委聯合作戰指揮中心總指揮」头衔時，在文尾出現「while Xi died last year」（习去年已死），而实际上最後一句應是講述前軍委副主席郭伯雄和徐才厚的下場，编辑原本要說徐才厚（Xu）已死，誤打了習（Xi）。当日的报纸未有發現問題，且无法收回，但南華早報网站刊登的文章已將「Xi」改回「Xu」。

### 中国内地屏蔽
在佔领中环之前，中国内地網民可以通過正常方式瀏覽《南華早報》英文及中文網。中文網此前亦不時受到防火長城局部或完全屏蔽。自2014年9月28日佔領行動開始後，中英文網站皆被完全屏蔽。翌年9月，中英文網站被解除屏蔽，其中簡體中文網站中之「港澳台」新聞分類則被定點屏蔽。
2016年3月8日前后，陆续有媒体消息指，南早中文网的微博被删除，以及其英文官网www.scmp.com和中文官网www.nanzao.com在中国大陆被屏蔽。此事件惹来港台媒体及外媒纷纷猜测，因此事发生在中國共產黨中央委員會總書記習近平強調「媒體姓黨」後，而各种猜测都集中于此。据一名于该段时间频繁浏览南早中文网的中国大陆网友透露，南早独家报道了此前《南方都市报》头版“媒体姓党，魂归大海”的排版错误等事情，并吸引到外媒的传播，南早的中英文网站当天同时开始被屏蔽，因而猜测这是本次屏蔽事件的直接原因。3月11日，国家互联网信息办公室致函路透社回应此事，强调网信办依照法律管理网络信息和监督。互联网服务供应商对任何违法有害内容网站账户负主要责任，有权依照有关法规及用户服务协议采取行动。

### 栗戰書相關報導撤稿
2017年7月，南華早報報導稱一名新加坡籍的商人蔡华波在香港有多项投资，多次增持半岛酒店母公司香港上海大酒店集团的股份。文章暗示这位商人与中共中央总书记习近平的亲信，时任中共中央办公厅主任栗战书的女儿栗潜心关系密切。之後《南华早报》在网站刊文致歉 ，称該報導不符合出版标准，文中包含了“多个未经核实的暗示”。

### 虛構評論員
《南早》自2019年7月刊出5篇自稱東南亞地區安全分析員「Lin Nguyen」的評論文章，但2020年7月美國媒體The Daily Beast指出該評論員為虛構人物。南早隨後撤下該等文章。

### 取消新疆調查
2021年，有幾名記者因為一名高級編輯拒絕發表他們對中國新疆地區侵犯人權行為的調查報導，決定從《南華早報》辭職。《南華早報》方面回應稱這些調查報導沒有達到出版的標準。

### 刪除秦剛報導
2023年，一名美国学者指責南早將其文章中關於中國外交部長秦剛在公眾面前消失的段落刪除。

## 外部連結
- 官方网站
- 南華早報的Facebook專頁
- 南華早報的X（前Twitter）
- 南華早報的Instagram帳戶
- YouTube上的南華早報頻道
- Young Post
- Young Post的Facebook專頁
- Young Post的Instagram帳戶
- YouTube上的Young Post頻道